# Bill Gaede
Bill Gaede (19 de noviembre de 1952) es un espía argentino de la Guerra Fría que trabajό para las compañías americanas Advanced Micro Devices (AMD) e Intel Corporation (Intel). Durante su paso por AMD, entregό informaciόn técnica de la industria semiconductora al Gobierno de Cuba, que este a su vez pasό al Bloque Soviético.
En 1992, se entregό a la Agencia Central de Inteligencia (CIA), que lo derivό a la Oficina Federal de Investigaciόn. El FBI empezό a usar a Gaede en una operaciόn de contraespionaje con el fin de penetrar a la inteligencia cubana usando sus contactos en la isla. Durante esta fase, Gaede entrό a trabajar en la planta de Intel en Chandler, Arizona. Los servicios de seguridad de Intel descubrieron la naturaleza de las actividades de Gaede en AMD y lo echaron, pero para entonces Gaede ya había filmado el proceso del Pentium por medio de una terminal instalada en su casa. Gaede huyό con esta tecnología a Sud América donde habría vendido la informaciόn a representantes de las embajadas de China e Irán. A su regreso a los Estados Unidos, Gaede fue arrestado, procesado, y condendo a prisiόn. Fue sentenciado a 33 meses en prisiόn, al cabo del cual fue deportado. El Noveno Circuito de Apelaciones y la Corte Suprema de Estados Unidos denegaron su apelaciόn.

## Infancia y juventud
Gaede nacíό en Lanús, Provincia de Buenos Aires, Argentina, el tercero de cuatro hijos de Günther y Viera Gaede. Los Gaede emigraron a Rockford, Illinois, en 1959, pero retornaron en 1965 desilusionados de sus experiencias en los Estados Unidos. Aunque proveniente de un hogar peronista, Gaede se afiliό al Partido Comunista de la Argentina a la edad de 21 años, cuando servía de subdelegado de FOETRA, el sindicato de ENTel, la compañía estatal de teléfonos. Al ser rechazada su aplicaciόn para obtener una visa de residente en Cuba, entrό a los Estados Unidos con visa de turista en 1977. Apenas llegado, Gaede trabajό usando el alias Ricardo Monares en la compañía Caron International de Rochelle, Illinois.

## Empleo en AMD y conexiόn con Cuba
Gaede se trasladό a California y empezό a trabajar para AMD en Sunnyvale en septiembre de 1979. Hacia principios de 1982, ya había logrado subir el escalafόn y obtener el puesto de ingeniero. Fiel a sus principios socialistas, Gaede empezό a recolectar informaciόn técnica de AMD y sus proveedores, que ofreciό a los cubanos en uno de sus viajes a Buenos Aires.
En 1986, Gaede fue transferido a la planta de AMD en Austin, Texas. Esta movida le permitiό a Gaede trasladar material en el baúl de su coche y entregar la tecnología a agentes cubanos al otro lado de la frontera mexicana. Tan exitoso fue Gaede en estas operaciones clandestinas que Fidel Castro lo invitό a La Habana hacia fines de 1988 con el fin de conocerlo personalmente. Gaede viajό en 1990, pero para entonces se había desilusionado del comunismo. El Bloque Soviético se había desintegrado durante 1989.

## Involucramiento con la CIA y el FBI
A solicitud de unos agentes cubanos, Gaede se entregό a la CIA el 13 de julio de 1992. El FBI interrogό a Gaede sobre sus actividades en septiembre de 1992 y comenzό a usarlo en una operaciόn de contra-inteligencia en perjuicio de Cuba. El FBI admitíό haber reembolsado $607,16 a Gaede por “expensas incurridas en conexiόn con un asunto de contrainteligencia.” El plan habría consistido en aprovechar los contactos de inteligencia de Gaede en la isla.

## Gaede e Intel
Mientras Gaede estaba bajo supervisiόn del FBI, obtuvo empleo como programador en la planta de circuitos integrados de Intel en Chandler, Arizona. El FBI alega que alertό a Intel sobre la presencia y el pasado de Gaede. Intel niega rotundamente esta versiόn, argumentando que si la compañía hubiera conocido el pasado de Gaede, “No cabe la menor duda de que no lo hubiéramos empleado.”

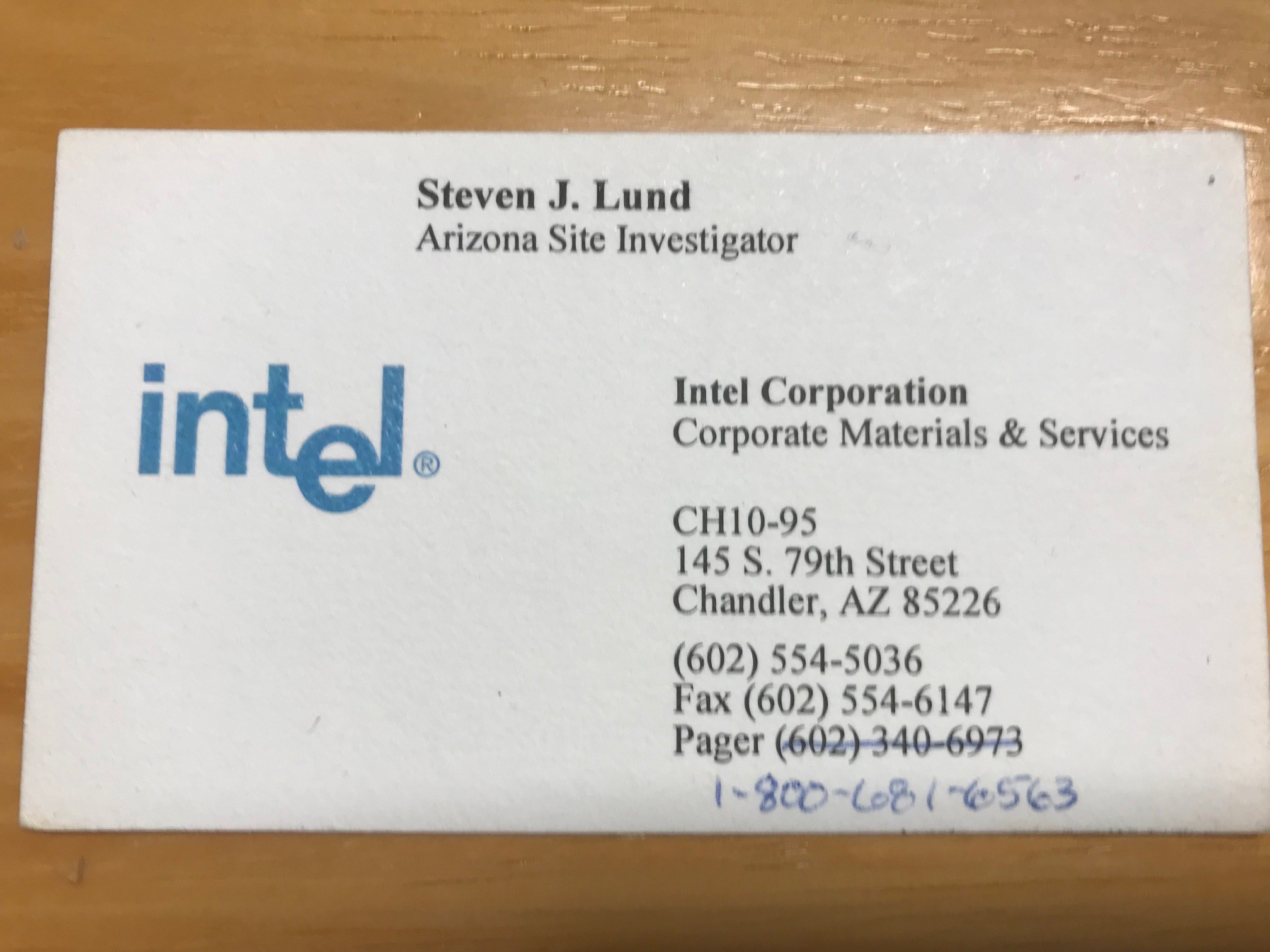
Esta tarjeta fue entregada por Steven Lund a un abogado del estudio jurídico que intervino en el allanamiento.

Intel dejό cesante a Gaede en junio de 1994, pero para ese tiempo Gaede había logrado filmar por completo la base de datos del proceso del Pentium desde su casa usando una terminal instalada por Intel. Colocό una cámara y filmό las especificaciones mientras pasaban por la pantalla. Poco después, huyό a Sud América y empezό a vender la tecnología a través de las embajadas de China e Irán. Se instaló en la casa de su hermana en Boulogne, a varias cuadras de la Av. Márquez y Panamericana. Desde allí aparentemente ofreció la tecnología a empresas Chinas, y también a AMD, quienes dieron aviso a Intel. Desde Intel (EE. UU.) se rastreó la llamada, y se contrató a un estudio de abogados, Basilico, Fernández Madero & Duggan, para allanar la casa de su hermana y obtener pruebas. El estudio obtuvo una orden de allanamiento en un Juzgado en San Martín, irrumpiendo con un cerrajero, un policía, oficial de justicia, dos abogados y el jefe de Seguridad de Intel, Steven Lund (quien alegaba haber trabajado en la CIA). El día previsto para el allanamiento se encontró en un ropero de uno de los cuartos, una valija tipo carry on de cuero, conteniendo videocassettes, un gran número de pasaportes de distintos países, dinero de distintos países, y libros de "espía", i.e., cómo cruzar la frontera USA-México, cómo despistar a alguien si te sigue, como falsificar ID, etc. Ese día también se extrajo el disco rígido de una computadora, que resultó ser del hijo de la hermana. Finalmente, todo el material fue enviado a USA y días después se pudo ver la foto de Gaede en la revista Time, siendo apresado por las autoridades norteamericanas. Se supone que entrenό y aconsejó a ingenieros chinos e iraníes en los procesos manufactureros norteamericanos. Gaede fue arrestado por las autoridades argentinas mientras intentaba enterrar unos videos y documentos, y luego fue interrogado por la Secretaría de Inteligencia (SIDE) y la CIA en Buenos Aires.
El jefe de Seguridad de Intel, Steven Lund, concertό una cita con Gaede en el Hotel Sheraton de Buenos Aires el 14 de mayo de 1995. Durante ese encuentro, Gaede le confesό a Lund haber robado documentos y equipos de AMD y de habérselos entregado a los cubanos. También admitiό haber copiado el proceso Pentium de Intel y de haberlo entregado a ciertos países. Según Intel, Gaede enviό además un video con la tecnología del Pentium a su rival AMD. Como resultado de estos hechos, Intel presentό una queja civil contra Gaede en la Argentinay una denuncia criminal en el Distrito Federal de San José, California.Gaede niega haber enviado cassettes a AMD y acusa a la CIA de haberlo arreglado todo.

## Retorno a los Estados Unidos, arresto, convicciόn, y deportaciόn
Gaede retornό a los Estados Unidos en junio de 1995 y fue arrestado por el FBI el 23 de septiembre. Se representό a sí mismo en la corte federal y se declarό culpable después de llegar a un arreglo con los fiscales. El acuerdo incluye una cláusula recomendando en contra de su deportaciόn a pesar de que era bien sabido de que Gaede estaba ilegalmente en el país. El Servicio de Inmigraciόn y Naturalizaciόn (INS) procediό a deportarlo sin atenerse a esta recomendaciόn. Inicialmente, Gaede prevaleciό en su caso de deportaciόn, pero el gobierno apelό la decisiόn del juez. La Corte de Apelaciones de Inmigraciόn retornό el caso a la Corte de Inmigraciόn,y Gaede fue deportado.

## La Ley de Espionaje Industrial de 1996
Durante el juicio a Gaede, AMD, el FBI, y la Fiscalía Federal de los Estados Unidos, todas ellas afectadas por estos sucesos, se quejaron de que no había leyes adecuadas para procesar casos como el suyo. Apenas unos meses después del caso de Gaede, el Congreso de los Estados Unidos pasó la Ley de Espionaje Industrial de 1996, legislaciόn que sería de ahí en más usada para procesar casos como el de Gaede.

## Cargos contra Gaede
1.	Ley Nacional de Propiedad Robada – Cόdigo Federal USA, Título 18, Secciόn 2314
2.	Fraude Postal – Cόdigo Federal, Título 18 Secciόn 1341

## Acusaciones contra José Cohen Valdés y el Gobierno Cubano
Gaede creό un poco de controversia en la comunidad del exilio cubano en julio del 2009 cuando acusό públicamente al hombre de negocios y exagente de la Dirección de Inteligencia (Cuba) (DI), el Capitán José (Pepe) Cohen Valdés, de operar bajo la direcciόn del gobierno cubano durante el tiempo en que todavía estaba en la isla. Gaede alega que las agencias de inteligencia americanas jamás reclutaron a Cohen porque concluyeron que no era creíble. Gaede además acusa a Cohen de desinformar deliberadamente a las agencias de inteligencia americanas pasándoles informaciόn falsa a través suyo y de traicionar tanto a Gaede como al compañero de ellos, el agente Rolando Sarraf Trujillo, sentenciado a 25 años de prisiόn en Cuba por espionaje después de la deserciόn de Cohen. Gaede acusa al Gobierno Cubano de planificar y efectuar una operaciόn de contraespionaje contra los Estados Unidos que girό en torno de Cohen y su comandante, el Mayor Onelio Beovides. Cohen niega las acusaciones.

## El Crazy Che
El 17 de abril se estrenó el documental ‘El Crazy Che’ en el festival internacional del cine en Buenos Aires. Esta película biográfica narra las actividades de espionaje de Gaede a favor de Cuba, Irán y China. En ella Gaede admite haber entregado a Rolando Sarraff Trujillo en 1994 por medio de una carta escrita al servicio de inteligencia cubano. Según Gaede, Sarraff no tenía conocimientos de criptografía. El Gobierno americano intercambió a los restantes miembros de la Red Avispa por Sarraff porque consideraba al otro integrante del canje, Alan Gross, un rehén.
El Crazy Che está disponible en Netflix desde el 15 de octubre de 2017